# .hack//G.U. (serie de jocuri video)
.hack//G.U. este un joc video creat de CyberConnect2 si publicat de Bandai in 2006 pentru Playstation 2.